# コールドストリーム (ブリティッシュコロンビア州)
コールドストリーム（英語：Coldstream）は、カナダ・ブリティッシュコロンビア州の地区自治体。オカナガン渓谷のカラマルカ湖の北端にあり、ノース・オカナガン地域の行政府が置かれている。バーノンの南東に隣接しており、バーノン大都市圏の一部である。
主要産業は林業と農業だったが、今世紀に入り人口が増加し、製造業、小売業などの産業も振興している。現在では人口は1万人を超え、2021年には約11千人となっている。